# Prime (телеканал, Молдова)
Prime (Прайм) — бывший молдавский телеканал, ретранслировавший передачи российского «ОРТ/Первого канала» до 2019 года. Некоторые ретранслируемые передачи и художественные фильмы субтитрируются на румынском языке.
В 2008 году телеканал стал эксклюзивным вещателем всех матчей Чемпионата Европы по футболу (EURO-2008) на территории Республики Молдова. Телеканал является организатором первого в Молдавии реалити-шоу «Фабрика звёзд».
С лета 2007 года запустил собственную передачу: Автомир, Кулинарный суфлер, Здоровье семьи, Directia Oriunde и Растения и Животные, и с лета 2008 года запустил собственную новостную передачу — EVENIMENTUL. Третья республиканская телевизионная сеть. Вещание производит государственное предприятие Радиокоммуникации. Покрытие канала составляет 92—95 % территории страны. Канал присутствует в пакетах спутниковых и кабельных операторов Молдавии.
Владельцем Prime является бизнесмен Владимир Плахотнюк.
30 октября 2023 года вещание ряда каналов, в числе которых Prime, было приостановлено.